# ارگ (یکا)
اِرگ یکای انرژی در دستگاه واحدهای سانتیمتر-گرم-ثانیه (cgs) است.
اِرگ برابر با کار انجام‌گرفته در بالا بردن جرمی برابر با یک‌هزارم گرم تا ارتفاع یک سانتیمتر است.
۱ ارگ =‎ ۱۰−۷ ‎ ژول
۱ ژول = ۱۰۷ ارگ